# Palacio Ismailiyya
El Palacio Ismailiyya (en azerí:İsmailiyyə Sarayı) es un histórico edificio que actualmente sirve como el Presídium de la Academia Nacional de Ciencias de Azerbaiyán. Está localizado en Calle Istiglaliyyat en Bakú.

## Historia
El palacio fue construido para la Sociedad Musulmana por el arquitecto Józef Plośko a costa del millonario Musa Naghiyev en conmemoración de su hijo fallecido - Ismayil y por eso el edificio fue nombrado Ismailiyya. La construcción empezó en el año 1908 y terminó en el año 1913. El edificio fue construido en el estilo gótico veneciano.
Después de la ceremonia de apertura las conferencias de los miembros de Sociedad Musulmana, las reuniones de mujeres musulmanas y los congresos de cleros se realizaron en la sala de asamblea de piedra blanca del edificio. Las ventanas de la sala abren a Calle Istiglaliyyat.
En el año 1918 el edificio sufrió daño por fuego y guerra. En el año 1923 el edificio fue reconstruido por el arquitecto Dubov. Después de la reconstrucción el palacio fue ocupado por varias organizaciones y agencias: “Sociedad de Inspección y Estudio de Azerbaiyán”, “Comisión Arqueológica”, “Sociedad de Cultura turca”, “Fondo de Manuscritos” y otros. Actualmente el Presídium de la Academia Nacional de Ciencias de Azerbaiyán está localizado en este palacio.

## Galería

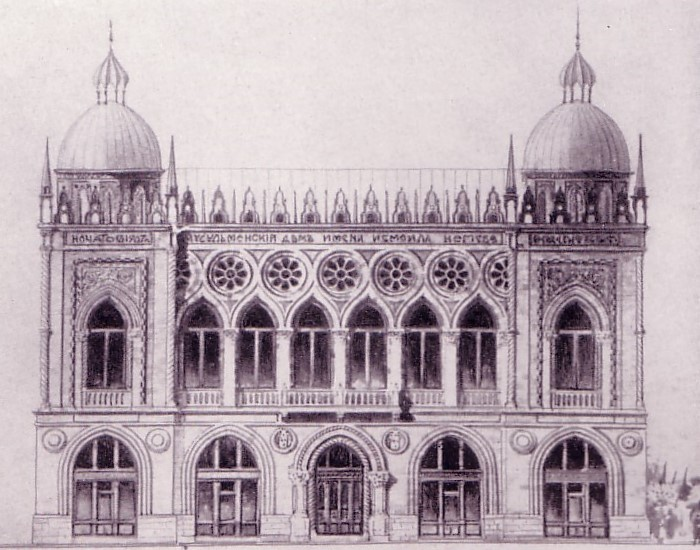
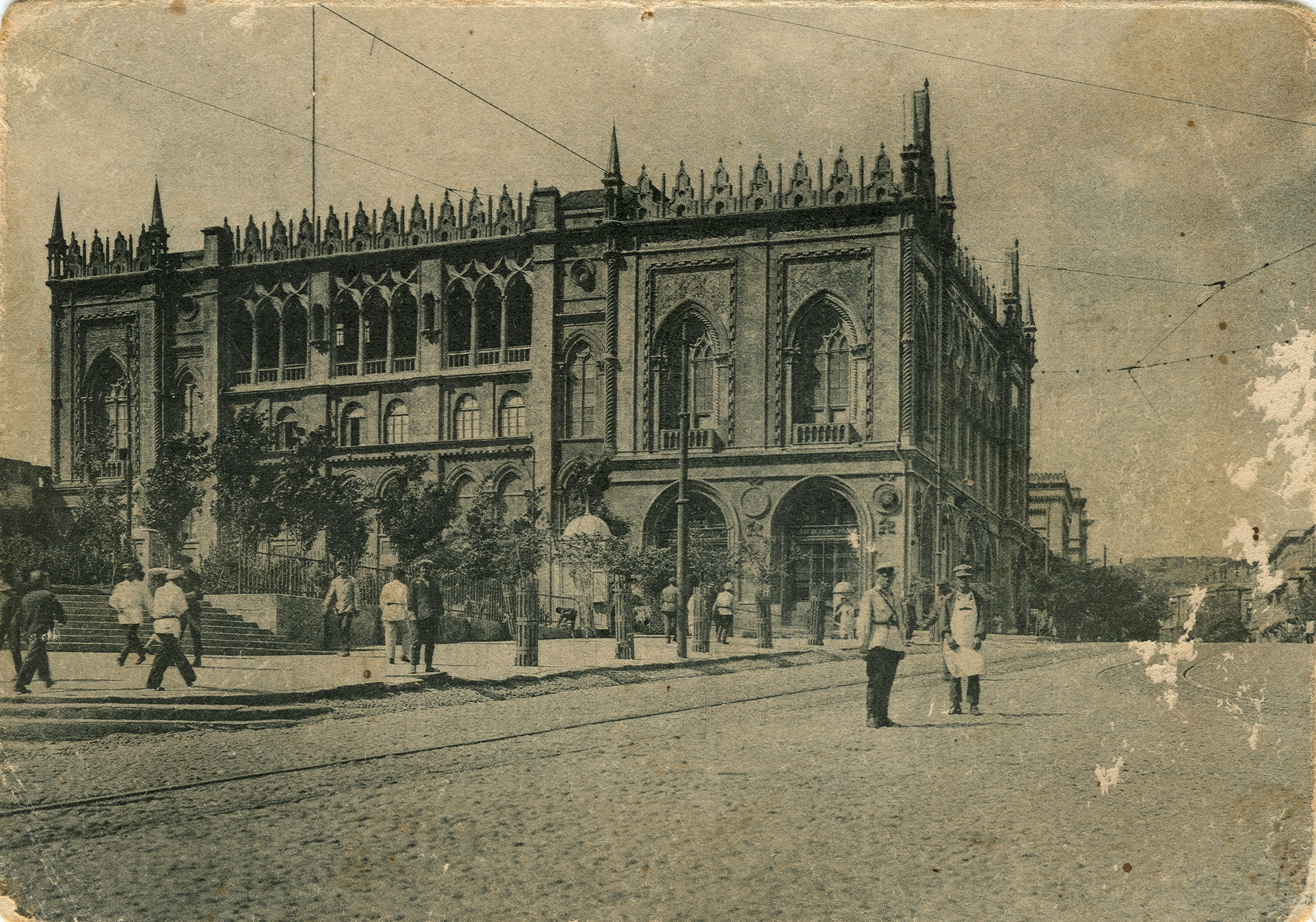
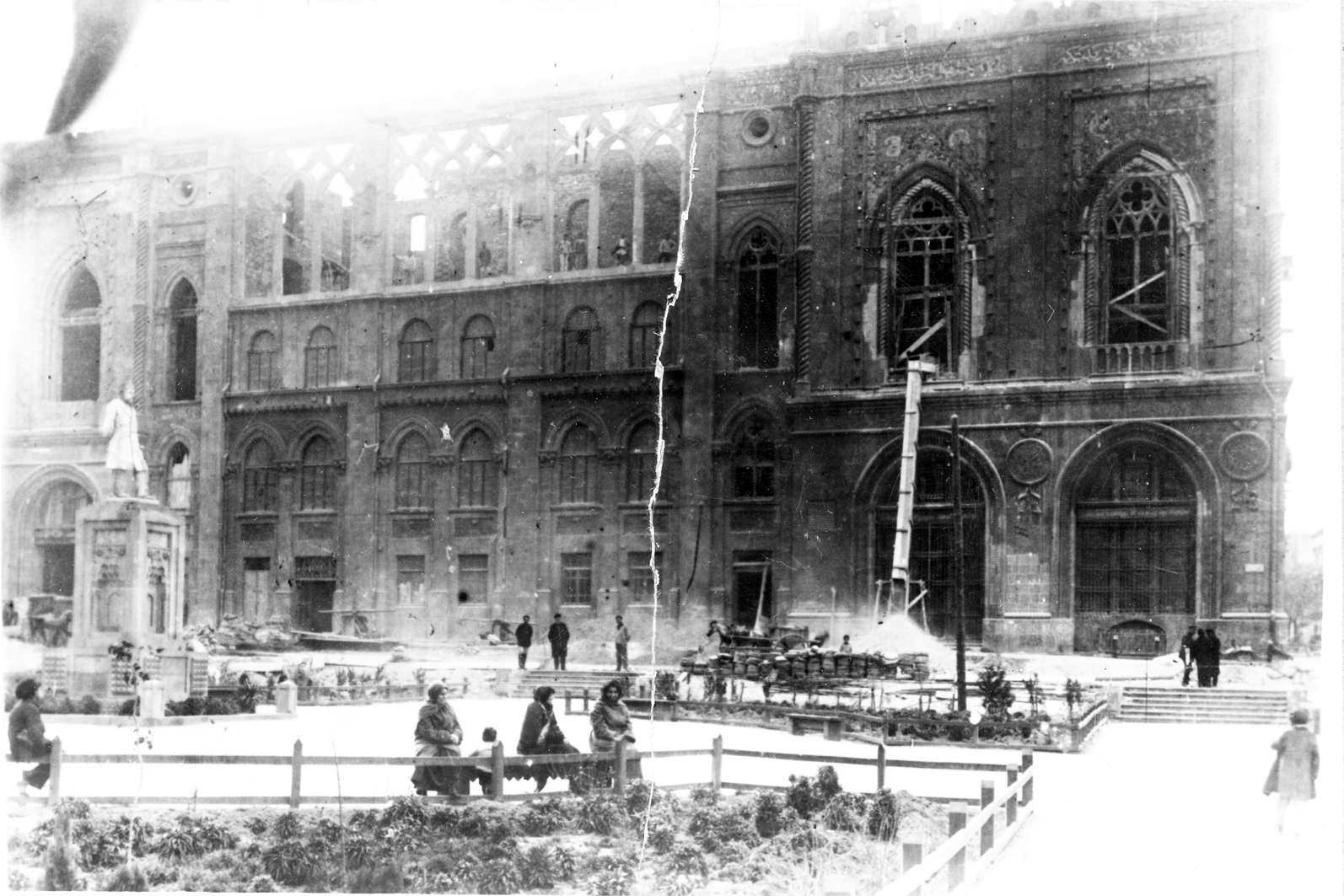
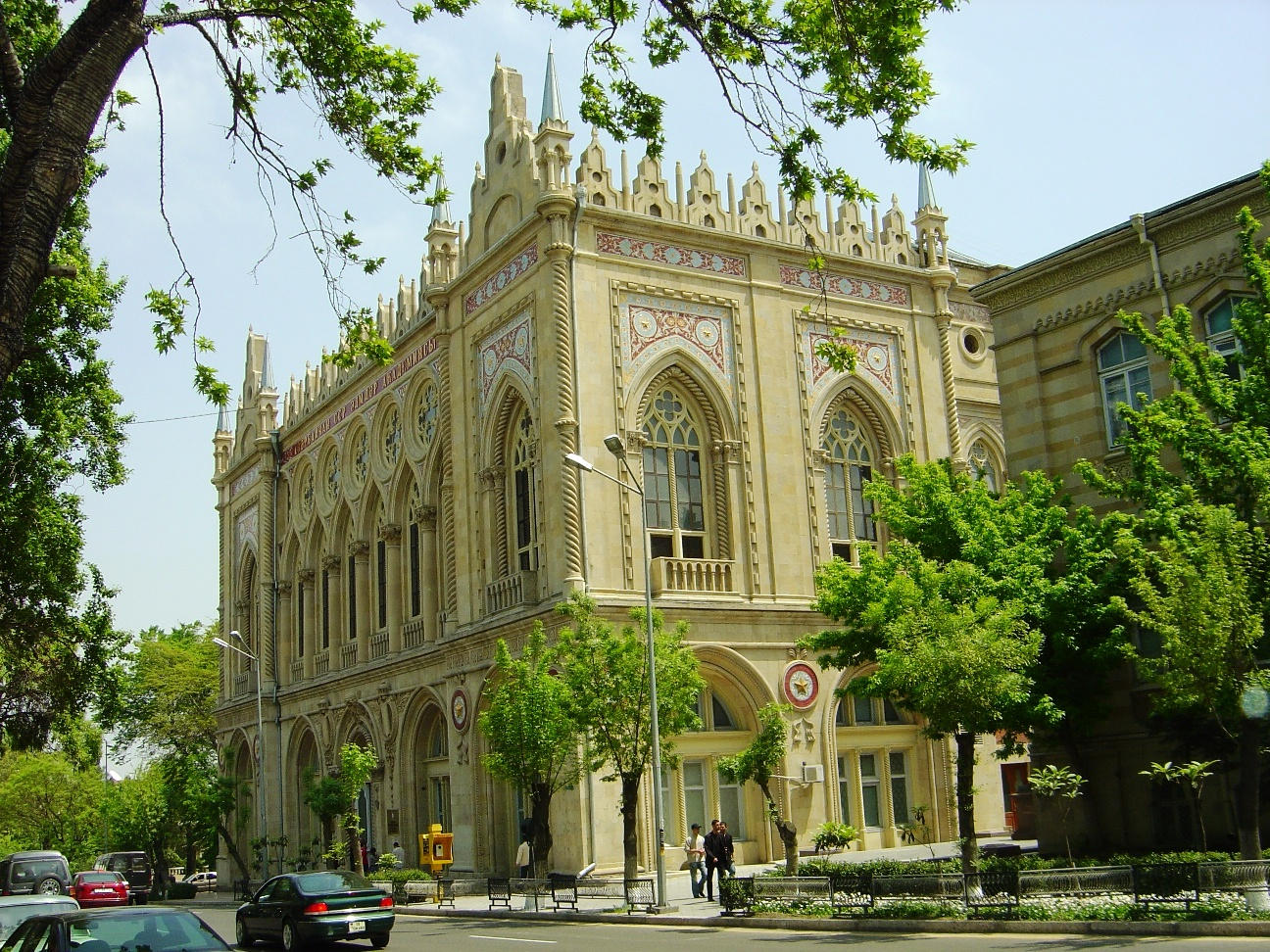
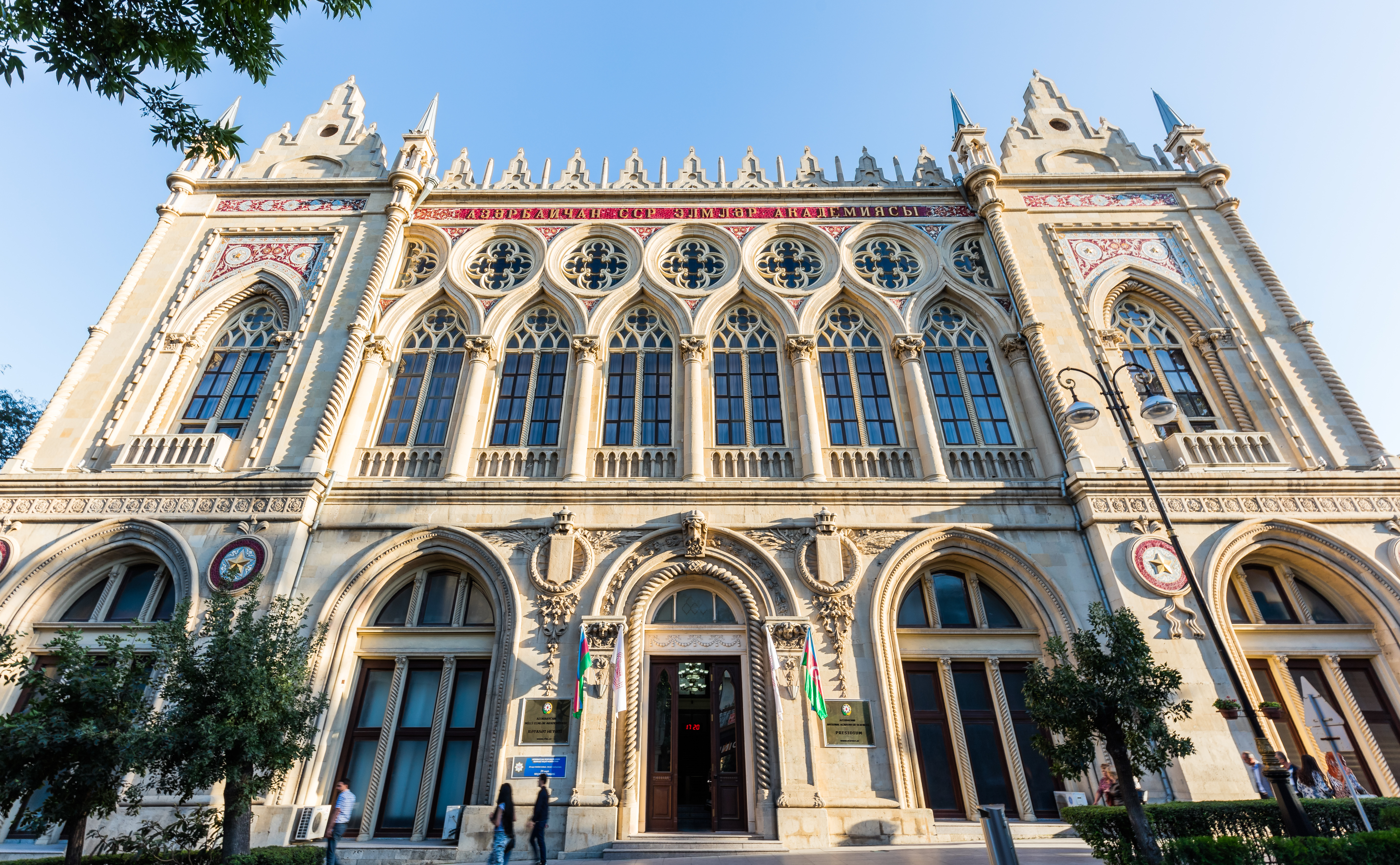
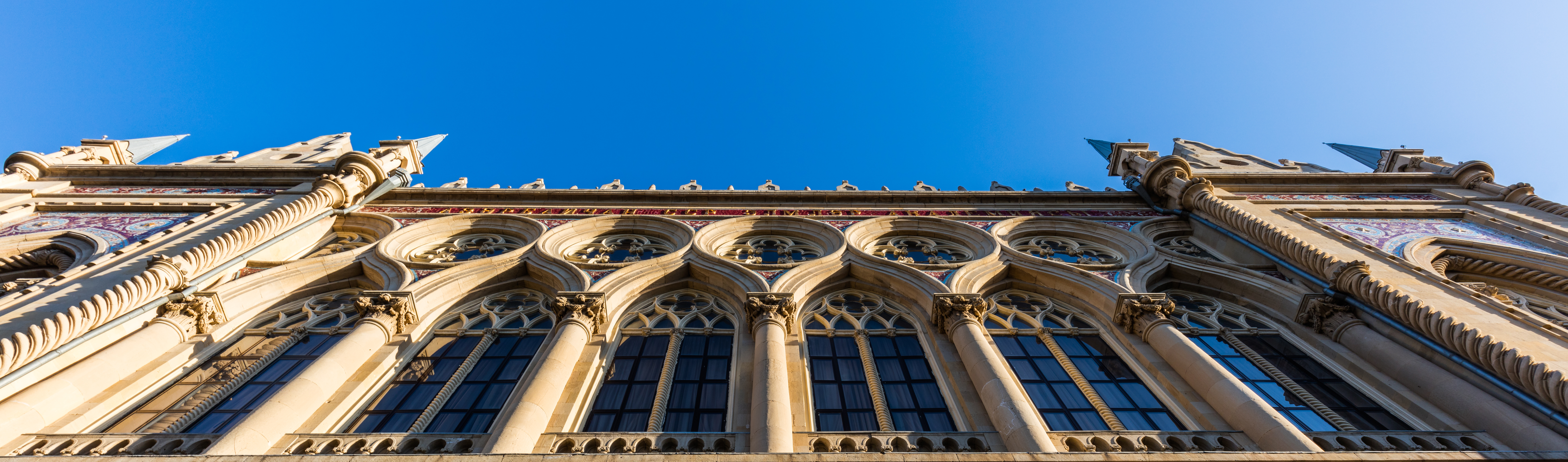